# Can Cama (Palafrugell)
Can Cama és una obra amb elements neoclàssics i eclèctics de Palafrugell (Baix Empordà) protegida com a Bé Cultural d'Interès Local.

## Descripció
Casa unifamiliar de dues plantes i tres crugies en una de les cantonades del carrer Torres Jonama i el carrer Clavé. A les dues façanes hi destaca la decoració de les obertures: a la principal, porta entre dos finestrals als baixos i balconada entre finestrals al pis. La façana lateral segueix la mateixa disposició de tres obertures: finestres (algunes de les quals estan tapiades), amb un balcó central al pis. Totes presenten remats sobresortints amb ornamentació de relleus amb regruixos d'obra, a base de palmetes i altres detalls geomètrics i vegetals. Un fris amb tema de greca i tiges vegetals divideix horitzontalment ambdues façanes. Un altre fris semblant acompanyat de mènsules corre a la part superior dels murs. Sobre la cornisa hi ha una balustrada amb un complicat calat a base de cercles i entrellaços.
Les façanes han estat restaurades l'any 2004. L'interior es conserva sense alteracions considerables.

## Història
En el projecte que es guarda a l'arxiu les façanes són dibuixades molt esquemàticament, sense alguns dels detalls ornamentals dels frisos i balustrda. La casa, ja des dels iniciïs va pertànyer a l'industrial Martí Cama.